# Кристина Лорън
Кристина Лорен (на английски: Christina Lauren) е общ псевдоним на американските писателки Лорън Билингс (на английски: Lauren Billings) и Кристина Хобс Венстра (на английски: Christina Hobbs Venstra), авторки на бестселъри в жанра еротичен любовен роман.

## История и творчество
Лорън Билингс има докторска степен по неврология, а Кристина Хобс е училищен консултант.
Двете писателки се срещат през 2010 г. като онлайн фенове на любовните романи и автори на фензини. Решават да пишат заедно и създават новелата „Офисът“, която е в основата на първата им книга. През 2011 г. сключват договор с издателство.
Първият им роман „Красив негодник“ от едноименната поредица е публикуван през 2012 г. Той става бестселър и ги прави известни. Правата за екранизацията му са купени от германската компания „Constantin Films“.
През 2014 г. е публикуван първият им роман „Сладко палаво момче“ от серията „Диви сезони“. Книгата печели наградата за най-добър любовен роман от списание „Romantic Times“.
Макар да пишат разделени, Лорън в Калифорния, а Кристина в Юта, те споделят работата си по няколко пъти на ден. Над 10 от произведенията им са в списъците на бестселърите на „Ню Йорк Таймс“.

## Произведения

### Самостоятелни романи
- Sublime (2014)
- The House (2015)
- Dating You/Hating You (2017)
- Roomies (2017)
- Love and Other Words (2018)
Любов и други думи, изд.: „Егмонт България“, София (2019), прев. Красимира Абаджиева
- Josh and Hazel's Guide to Not Dating (2018)
- My Favorite Half-Night Stand (2018)
- The Unhoneymooners (2019)
- Twice in a Blue Moon (2019)
- The Honey Don't List (2020)
- In A Holidaze (2020)
- The Soulmate Equation (2021)
Уравнение за влюбване, изд.: „Егмонт България“, (2022)

- Something Wilder (2022)

### Серия „Красив негодник“ (Beautiful Bastard)
1. Beautiful Bastard (2013)
Красив негодник, изд.: „Егмонт България“, София (2014), прев. Гергана Дечева
2. Beautiful Stranger (2013)
Красив непознат, изд.: „Егмонт България“, София (2014), прев. Гергана Дечева
3. Beautiful Player (2013)
Красив играч, изд.: „Егмонт България“, София (2014), прев. Гергана Дечева
4. Beautiful Secret (2015)
Красива тайна, изд.: „Егмонт България“, София (2015), прев. Гергана Дечева
5. Beautiful Boss (2016)
6. Beautiful (2016)
Красиво момче, изд.: „Егмонт България“, София (2017), прев. Кристина Георгиева

#### Новели към серията
- Beautiful Bitch (2013)
- Beautiful Bombshell (2013)
- Beautiful Beginning (2013)
Красиво начало (три новели), изд.: „Егмонт България“, София (2015), прев. Гергана Дечева
- Beautiful Beloved (2015)

### Серия „Диви сезони“ (Wild Seasons)
1. Sweet Filthy Boy (2014) – книга на годината от списание „Romantic Times“
Сладко палаво момче, изд.: „Егмонт България“, София (2015), прев. Гергана Дечева
2. Dirty Rowdy Thing (2014)
Грубо палаво момче, изд.: „Егмонт България“, София (2016), прев. Гергана Дечева
3. Dark Wild Night (2015) 
Мило палаво момче, изд.: „Егмонт България“, София 2015, прев. Кристина Георгиева
4. Wicked Sexy Liar (2016)
Лошо палаво момче, изд.: „Егмонт България“, София (2016),

- Sweet Filthy Morning After (2014) – новела